# Esmil Rogers
Pour les articles homonymes, voir Rogers.
Esmil A. Rogers (né le 14 août 1985 à Saint-Domingue, République dominicaine) est un lanceur droitier de baseball.
Il joue dans la Ligue majeure de baseball de 2009 à 2015. Il rejoint pour 2016 les Hanwha Eagles de l'Organisation coréenne de baseball (KBO) en Corée du Sud.

## Carrière
Esmil Rogers signe son premier contrat professionnel en 2003 avec les Rockies du Colorado. Il dispute sa première partie dans les majeures le 12 septembre 2009 alors qu'il est le lanceur partant des Rockies contre les Padres de San Diego. Il quitte après quatre manches lancées, sans être impliqué dans la décision. C'est son seul match de l'année avec Colorado.
En 2010, Esmil Rogers effectue huit départs et 20 sorties en relève pour les Rockies. Il remporte sa première victoire dans les majeures le 23 mai lors d'une sortie en relève contre les Royals de Kansas City et termine la saison avec un dossier victoires-défaites de 2-3 et une moyenne de points mérités de 6,13 en 72 manches lancées.
En 2011, 13 de ses 18 matchs joués pour Colorado sont comme lanceur partant. Il remporte 6 victoires contre autant de défaites avec une moyenne de points mérités de 7,05 en 83 manches au monticule.
Rogers a deux défaites et une moyenne de points mérités de 8,06 en 25 manches et deux tiers lancées pour Colorado en 2012 lorsqu'il est transféré le 12 juin aux Indians de Cleveland. Il maintient sa moyenne de points mérités à 3,06 en 53 manches lancées en 44 sorties pour les Indians, terminant la saison avec une moyenne de 4,69 en 78 manches et deux tiers pour Colorado et Cleveland.
Le 3 novembre 2012, Rogers est échangé des Indians aux Blue Jays de Toronto en retour des joueurs d'avant-champ Mike Aviles et Yan Gomes. Rogers amorce 20 matchs des Jays en 2013 et ajoute 24 présences en relève. Sa moyenne de points mérités s'élève à 4,77 en 137 manches et deux tiers lancées, avec 5 victoires et 9 revers.
En 2014, il joue 16 parties comme releveur pour Toronto et, en seulement 20 manches et deux tiers de travail, affiche une moyenne de points mérités de 6,97.
Le 31 juillet 2014, il est réclamé au ballottage par les Yankees de New York. En 36 matchs et 58 manches lancées au total pour les Yankees en 2014 et 2015, sa moyenne de points mérités est mauvaise et se chiffre à 5,59.
Il rejoint pour 2016 les Hanwha Eagles de l'Organisation coréenne de baseball (KBO) en Corée du Sud. Son salaire de 1,9 million de dollars US en fait le joueur étranger le mieux payé de la KBO.